# Robert Woods (attore)
Robert Woods (San Francisco, 19 luglio 1936) è un attore statunitense.

## Biografia
Robert Woods, noto anche come Robert Wood, è un attore cinematografico e televisivo. Ha interpretato più di cinquanta film, molti dei quali appartenenti al filone dei cosiddetti spaghetti-western. Il suo esordio risale al 1960, quando George Hamilton lo selezionò per un ruolo non accreditato ne La spiaggia del desiderio. Uno dei suoi ruoli più famosi è quello del pistolero Pecos nei due spaghetti western Due once di piombo (Il mio nome è Pecos) e Pecos è qui: prega e muori!.

## Filmografia parziale
- La spiaggia del desiderio (Where the Boys Are), regia di Henry Levin (1960)
- 5.000 dollari sull'asso, regia di Alfonso Balcázar (1964)
- L'uomo che viene da Canyon City, regia di Alfonso Balcázar (1965)
- La battaglia dei giganti (Battle of the Bulge), regia di Ken Annakin (1965)
- Due once di piombo (Il mio nome è Pecos), regia di Maurizio Lucidi (1966)
- 7 pistole per i MacGregor, regia di Franco Giraldi (1966)
- 4 dollari di vendetta (Cuatro dólares de venganza), regia di Jaime Jesús Balcázar (1966)
- Hypnos - Follia di massacro, regia di Paolo Bianchini (1967)
- Pecos è qui: prega e muori!, regia di Maurizio Lucidi (1968)
- Starblack, regia di Giovanni Grimaldi (1968)
- Il mio corpo per un poker, regia di Lina Wertmüller (1968)
- Prega Dio... e scavati la fossa!, regia di Edoardo Mulargia (1968)
- Black Jack, regia di Gianfranco Baldanello (1968)
- Quel caldo maledetto giorno di fuoco, regia di Paolo Bianchini (1968)
- La taglia è tua... l'uomo l'ammazzo io!, regia di Edoardo Mulargia (1969)
- I cannoni tuonano ancora, regia di Sergio Colasanti e Joseph Lerner (1969)
- La sfida dei MacKenna, regia di Leòn Klimovski (1970)
- Il corsaro, regia di Antonio Mollica (1970)
- Il mio nome è Mallory... M come morte, regia di Mario Moroni (1971)
- Era Sam Wallash!... Lo chiamavano... E così sia!, regia di Demofilo Fidani (1971)
- La mia Colt ti cerca... 4 ceri ti aspettano (Un colt por cuatro cirios), regia di Ignacio F. Iquino (1971)
- Una colt in mano al diavolo, regia di Gianfranco Baldanello (1972)
- Hai sbagliato... dovevi uccidermi subito!, regia di Mario Bianchi (1972)
- Sei bounty killers per una strage, regia di Franco Lattanzi (1973)
- Al otro lado del espejo, regia di Jesús Franco (1973)
- Karzan contro le donne dal seno nudo, regia di Jesús Franco (1974)
- Fermi tutti! È una rapina di Enzo Battaglia (1975)
- Zanna Bianca e il cacciatore solitario, regia di Alfonso Brescia (1975)
- La spacconata, regia di Alfonso Brescia (1975)
- La cognatina, regia di Sergio Bergonzelli (1975)
- Racconto calabrese, regia di Renato Pagliuso (2016)
- Crypt of Evil, regia di Miles Jonn-Dalton e Nikolai Malden (2022)

## Doppiatori italiani
- Cesare Barbetti in 5.000 dollari sull'asso, Il mio corpo per un poker, I cannoni tuonano ancora, Zanna Bianca e il cacciatore solitario, La spacconata
- Pino Locchi in Due once di piombo, 7 pistole per i Mac Gregor, Prega Dio... e scavati la fossa!, Il corsaro
- Sergio Graziani in L'uomo che viene da Canyon City, 4 dollari di vendetta, Starblack
- Michele Kalamera in La taglia è tua... l'uomo l'ammazzo io!, La sfida dei MacKenna, Racconto calabrese
- Adalberto Maria Merli in Hipnos follia di massacro, Il mio nome è Mallory... M come morte
- Ugo Pagliai in Quel caldo maledetto giorno di fuoco
- Renato Izzo in Pecos è qui: prega e muori!
- Gigi Pirarba in Hai sbagliato... dovevi uccidermi subito!
- Virginio Gazzolo in La battaglia dei giganti
- Natalino Libralesso in La mia colt ti cerca... 4 ceri ti attendono